# Карл (архиепископ Майнца)
Карл (между 825 и 830 — 4 июня 863, Майнц) — архиепископ Майнца в 856—863 годах; младший сын короля Аквитании Пипина I из династии Каролингов.

## Биография
После смерти в 838 году отца, Карл жил при дворе своего дяди, короля Средне-Франкского королевства Лотаря I. В 848 году, когда его старший брат Пипин II поднял восстание против короля Западно-Франкского государства Карла II Лысого, Карл направился в Аквитанию, но в марте 849 года был схвачен графом Тура Вивианом и доставлен к Карлу II. Карл был приговорен советом знати к смертной казни. Однако Карл II Лысый, будучи его крёстным отцом, отменил казнь. По решению состоявшегося в том же году в Шартре собора франкских епископов Карл был пострижен в монахи. Местопребыванием ему было определено аббатство Корби.
В 854 году, уже в сане диакона, Карл бежал из монастыря, чтобы присоединиться к новому восстанию Пипина II. Он набрал войско, но, видя, что восстание терпит неудачу, бежал к королю Восточно-Франкского государства Людовику II Немецкому.
8 марта 856 года король Людовик II Немецкий назначил Карла вместо скончавшегося Рабана Мавра новым главой Майнцской архиепархии, а также архиканцлером своего королевства. На посту архиепископа Карл стал одним из влиятельнейших прелатов Восточно-Франкского государства и в 857 году провёл в Майнце большой синод.
Карл умер 4 июня 863 года и был похоронен в майнцской церкви Святого Альбана. Его преемником на архиепископской кафедре стал Лиутберт.